# Джевана Бен Масеко
Джевана Бен Масеко (англ. Jevana Ben Maseko) (1 січня 1943 — 21 травня 2013) — зімбабвійський дипломат. Надзвичайний і Повноважний Посол Зімбабве в Україні за сумісництвом (1996—2001). Губернатор штату Матабелеленд. Генерал-майор у відставці.

## Життєпис
Масеко народився 1 січня 1943 року в Клемон-Стейтс на околиці Булавайо. Він відвідував кілька шкіл, серед яких середня школа Нсукаміні, Мзіліказі та Фонд Надії, де він вивчав столярні вироби.
Масеко працював у ряді компаній в Булавайо як столяр. Він приєднався до визвольної боротьби у 1970-х, а після повернення в країну в 1980 році був інтегрований в армію і дослужився до звання генерал-майора.
Джевана Бен Масеко був лідером у боротьбі Зімбабве за незалежність. Після відставки зі складу збройних сил він став заступником міністра, губернатором провінції.
На дипломатичній роботі був послом Зімбабве в Алжирі (1991—1996), РФ (1995—2001), Україні (1996—2001) та на Кубі (2001—2009).
12 березня 1996 року вручив вірчі грамоти Президенту України Леоніду Кучмі у Києві.
Джевана Бен Масеко помер 21 травня 2013 року у лікарні Матер Дей в Булавайо через діабет та ниркову недостатність.